# Werner Mägdefrau
Werner Mägdefrau (* 24. Januar 1931 in Schwarza; † 15. Februar 2021) war ein deutscher Historiker mit dem Schwerpunkt Geschichte Thüringens.

## Leben
Werner Mägdefrau besuchte in Schwarza die Grundschule und die Mittelschule in Benshausen. 1949 legte er an der Oberschule in Zella-Mehlis sein Abitur ab. Von 1949 bis 1953 studierte er Geschichte, Germanistik und Pädagogik an der Friedrich-Schiller-Universität Jena, das er mit Staatsexamen abschloss. Prägend für sein Interesse an mittelalterlicher und landesgeschichtlicher Forschung waren seine akademischen Lehrer Friedrich Schneider und Max Steinmetz. Ab 1954 war er dort wissenschaftlicher Assistent und wurde 1955 mit der Arbeit „Die Auffassung vom Mittelalter im Historischen Jahrbuch der Görres-Gesellschaft“ zum Dr. phil. promoviert. Ab 1955 übernahm er Lehrveranstaltungen. Seine weitere akademische Laufbahn zeigt sich in seiner Dienststellung als wissenschaftlicher Oberassistent (1956), als Wahrnehmungsdozent (1961) und schließlich als Hochschuldozent für Geschichte des Mittelalters und Regionalgeschichte an der Universität Jena (1969). Dort habilitierte er sich 1971 mit der Arbeit „Revolutionäre kommunale Bewegungen und spätmittelalterliche Bürgerkämpfe in den Städten des Thüringer Dreistädtebundes. Ein Beitrag zur Regionalgeschichte Thüringens und zur Entwicklung des feudalen deutschen Städtewesens“.
Ab 1974 lehrte und forschte er dort als Ordentlicher Professor für Geschichte des Mittelalters. In den 1970er Jahren war Mägdefrau Präsidiumsmitglied der Historiker-Gesellschaft der DDR, Vorsitzender des Bezirksverbandes dieser Gesellschaft sowie Redaktionsmitglied des Jahrbuchs für Regionalgeschichte. Krankheitsbedingt legte er 1979 viele dieser Ämter nieder.
Schwerpunkt seiner Forschungstätigkeit war die Landesgeschichte Thüringens, wobei seine Werke teilweise von dem in der DDR vertretenen Standpunkt des Historischen Materialismus beeinflusst sind. Daneben befasste er sich vor allem mit der Reformations- und der Landesgeschichte Thüringens, was sich unter anderem in 1983 und 1984 erschienenen Bänden über Martin Luther anlässlich dessen 500. Geburtstag niederschlug, an denen Mägdefrau beteiligt war. In Vorbereitung auf das Stadtjubiläum Jenas 1986 erschien im Jahr zuvor der Band 750 Jahre Jena sowie im Jubiläumsjahr selbst der Band Stadt und Kultur. Beiträge zur Geschichte Jenas und Thüringens im Feudalismus.
Nach seiner Emeritierung 1990 war er eines der Gründungsmitglieder des Vereins für Thüringische Geschichte. Im Ruhestand forschte und publizierte er weiter zur mittelalterlichen Geschichte von Thüringen, was sich in zahlreichen Aufsätzen und Monographien unter anderem im Verlag Rockstuhl und durch die Landeszentrale für politische Bildung Thüringen niederschlug.

## Schriften
- Die Auffassung vom Mittelalter im Historischen Jahrbuch der Görres-Gesellschaft. Jena 1955 (Jena, Universität, maschinenschriftliche Dissertation, vom 9. August 1955).
- Revolutionäre kommunale Bewegungen und spätmittelalterliche Bürgerkämpfe in den Städten des Thüringer Dreistädtebundes. Ein Beitrag zur Regionalgeschichte Thüringens und zur Entwicklung des feudalen deutschen Städtewesens. 5 Bände. Jena 1971 (Jena, Universität, Dissertation B, 1971; Kurzfassung als: Der Thüringer Städtebund im Mittelalter. Böhlau, Weimar 1977).
- mit Frank Gratz: Die Anfänge der Reformation und die thüringischen Städte. Haag und Herchen, Frankfurt am Main 1996, ISBN 3-86137-411-0.
- Die Landgrafschaft Thüringen 1130 bis 1247 (= Factum. Hintergründe und Erörterungen. Bd. 3, ZDB-ID 2438096-9). Landeszentrale für politische Bildung Thüringen, Erfurt 1996.
- Mittelalterliche Burgen und Wehrbauten in Thüringen. (11. – 13. Jahrhundert) (= Thüringen gestern und heute. Bd. 4). Landeszentrale für politische Bildung Thüringen, Erfurt 1997, ISBN 3-931426-16-5.
- Thüringen im Mittelalter. Strukturen und Entwicklungen zwischen 1130 und 1310 (= Thüringen gestern und heute. Bd. 7). Landeszentrale für politische Bildung Thüringen, Erfurt 1999, ISBN 3-931426-26-2.
- Könige und Landgrafen im späten Mittelalter. Thüringen und das Reich von Konrad IV. bis Friedrich dem Streitbaren (= Thüringen gestern und heute. Bd. 9). Landeszentrale für politische Bildung Thüringen, Erfurt 2000, ISBN 3-931426-40-8.
- Thüringen im Mittelalter. 5 Bände. Rockstuhl, Bad Langensalza 2000–2013;
  - Band 1: Thüringen im frühen Mittelalter. Vom Thüringer Königreich bis zum Ende der Sächsischen Kaiserzeit 531–1024. = Thüringen im frühen Mittelalter 531–1024. Rockstuhl, Bad Langensalza 2003, ISBN 3-936030-98-7;
  - Band 2: Mittelalterliches Thüringen. Vom 11. Jahrhundert bis zur Begründung der Landgrafschaft im 12. Jahrhundert.Rockstuhl, Bad Langensalza 2000, ISBN 3-932554-49-3;
  - Band 3: Thüringen im Mittelalter 1130–1310. von den Ludowingern zu den Wettinern. Rockstuhl, Bad Langensalza 2010, ISBN 978-3-86777-152-8;
  - Band 4: Thüringen im späten Mittelalter 1310–1482/85. Zu Leben und Werk deutscher Könige und sächsisch-thüringischer Landgrafen von Friedrich dem Freidigen über Sigmund bis Wilhelm III., dem Tapferen. Rockstuhl, Bad Langensalza 2012, ISBN 978-3-86777-335-5;
  - Band 5: Thüringen und das Reich an der Schwelle zur Neuzeit 1482/85–1517/19. Rockstuhl, Bad Langensalza 2013, ISBN 978-3-86777-463-5.
- mit Rainer Lämmerhirt und Dana Lämmerhirt: Thüringer Burgen und Wehranlagen im Mittelalter. Eine Reise ins Mittelalter. Rockstuhl, Bad Langensalza 2001, ISBN 3-934748-43-0.
- Thüringer Städte und Städtebünde im Mittelalter. Rockstuhl, Bad Langensalza 2002, ISBN 3-936030-34-0.